# 이정사
이정사는 충청북도 청주시 상당구에 있다. 2015년 4월 17일 청주시의 향토유적 제3호로 지정되었다.

## 개요
항일투쟁을 하다가 순절한 김제환 등을 모신 사당이다.